# Дафнис и Хлоя
«Да́фнис и Хло́я» (др.-греч. Δάφνις καὶ Χλόη) — один из пяти канонических греческих романов. Написан Лонгом около II века. Об авторе «Дафниса и Хлои» (равно как и об остальных авторах этих романов) не сохранилось никаких сведений. Датировка романа дана учёными исключительно исходя из языковых особенностей текста.

## Содержание
Роман Лонга начинается с короткого введения, где рассказывается, как автор во время охоты на острове Лесбосе в пещере Нимф обнаружил картину. Рассмотрев изображённые на картине любовные сцены и восхищённый ими, он решил, «соревнуясь с картиной», создать такое произведение, которое прославило бы Эрота, нимф и Пана, а всем людям было на радость: «болящему на исцеление, печальному на утешение, тому, кто любил, напомнит о любви, а кто не любил, того любить научит».
На острове Лесбосе в окрестностях города Митилены козопас Ламон находит в кустарнике мальчика, которого кормит коза, а два года спустя пасущий овец Дриас обнаруживает в гроте Нимф девочку, вскармливаемую овцою. Возле обоих подкидышей были приметные знаки, положенные их родителями и свидетельствующие об их благородном происхождении. Оба пастуха берут детей на воспитание, надеясь впоследствии найти их родителей, и заботятся о них, как о собственных детях. Когда мальчику Дафнису исполняется пятнадцать лет, а девочке Хлое — тринадцать, воспитатели по наущению богов посылают их вместе пасти стада коз и овец. Неведомое до сих пор чувство любви овладевает подростками, оно растёт изо дня в день, мучает и терзает их, попавших во власть Эрота.

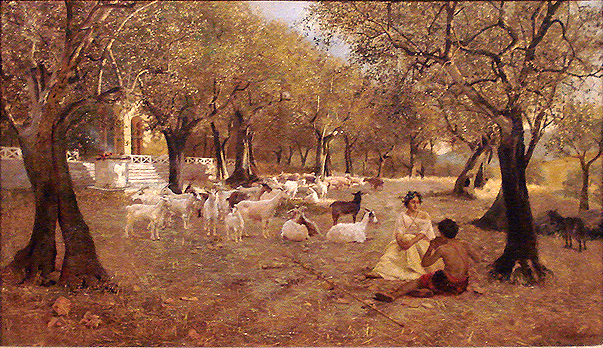
Педру Вайнгертнер. Дафнис и Хлоя

В это время тирские пираты нападают на прибрежные луга, ранят насмерть пастуха Доркона, влюблённого в Хлою, угоняют его стада и уводят Дафниса. Умирающий Доркон дарит Хлое свою свирель, и она играет на ней. При звуках знакомой свирели стадо Доркона, находящееся на корабле, бросается к берегу и опрокидывает судно. Разбойники тонут, Дафнис спасается из плена и возвращается к Хлое.
Наступает осень, время сбора винограда. Любовь Дафниса и Хлои растёт с каждым днём, но юные влюблённые не понимают своих чувств. Из-за случайной ссоры богатых юношей с пастухами между городами Метимной и Митиленой вспыхивает война. Жители Метимны, сделав набег на прибрежные поля митиленцев, угоняют стада Дафниса и похищают Хлою. На корабле метимнейцев происходят ужасные вещи: у краденых коз на рогах появляется плющ, овцы воют по-волчьи, Хлоя вдруг предстаёт в венке из сосновых веток, а повсюду слышатся устрашающие звуки — это сам Пан играет на своей свирели гневную песнь. Испуганные пираты отпускают Хлою. Так при покровительстве Пана Хлое удаётся спастись.

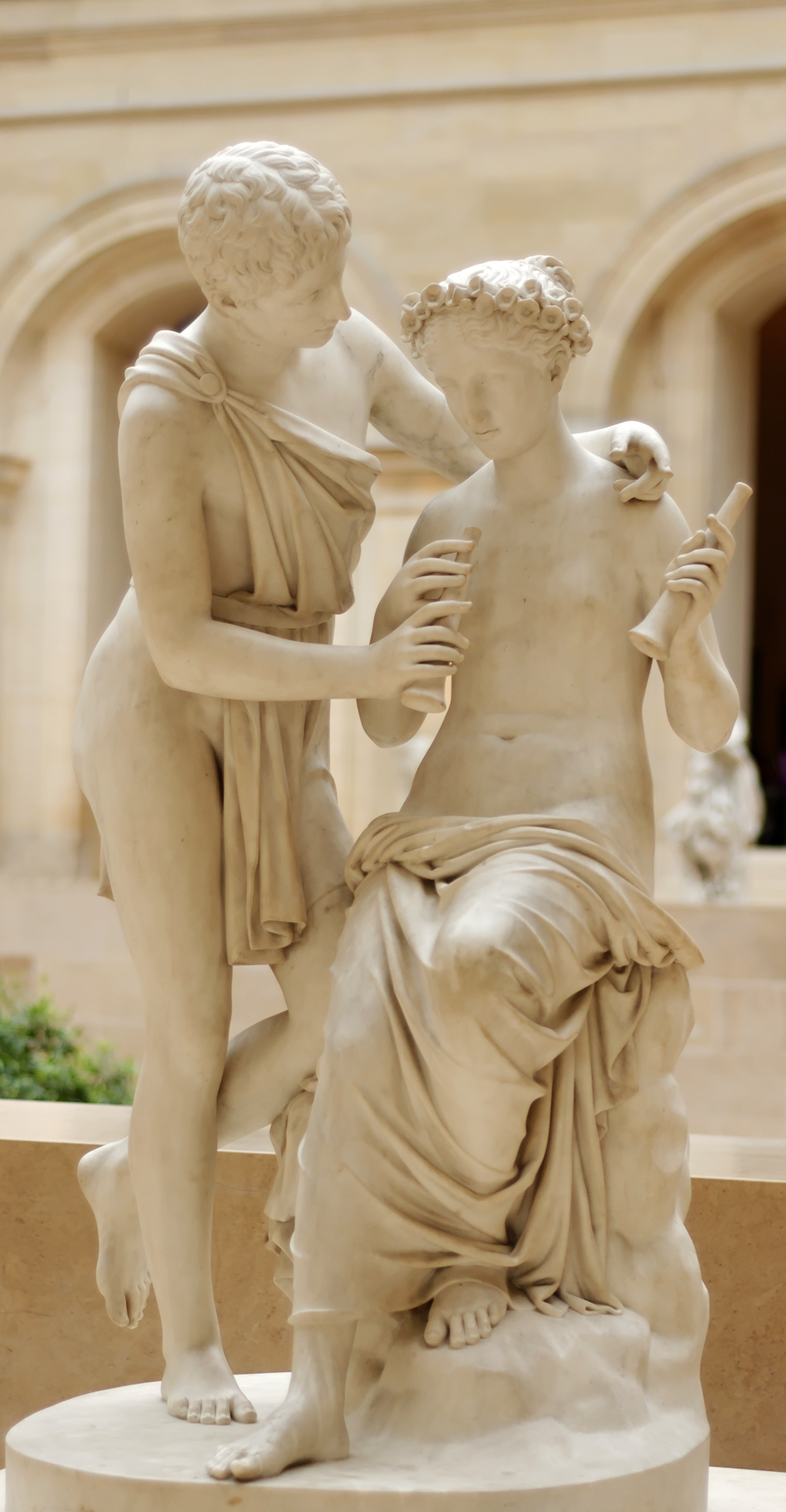
Жан-Пьер Корто. Дафнис и Хлоя, 1824. Лувр

Время идёт, зима сменяется весной. Расцветающая красота Хлои привлекает много женихов. Так как Дафнис беден и не может рассчитывать получить согласие приёмного отца Хлои на брак с нею, то нимфы помогают юноше, и с их помощью он находит на морском побережье кошелёк с тремя тысячами драхм, попавший туда с корабля метимнян. Согласие Дриаса получено, он готов выдать Хлою за Дафниса, но на этот брак нужно ещё разрешение господина: ведь они рабы и не могут сами распоряжаться своей судьбой.
Хозяин Ламона (приёмного отца Дафниса), владелец поместья, богатый митиленец Дионисофан в конце лета приезжает в деревню вместе со своей женой и сыном Астилом. Прельстившись красотой Дафниса, парасит Астила Гнафон выпрашивает его для себя, чтобы увезти в город. Не желая отдавать юношу развратному бездельнику, Ламон рассказывает господину историю найденного им Дафниса и показывает отличительные знаки, обнаруженные при нём. Дафнис оказывается сыном богатых родителей: Дионисофана и его жены Клеаристы.
В то время как Дафнис находит свою семью, Хлою вновь похищают, на этот раз отвергнутый ею пастух Лампид. Она освобождается с помощью парасита Гнафона, желающего теперь заслужить прощения Дафниса за свою дерзость. Приёмный отец Хлои Дриас рассказывает в свою очередь, как он нашёл Хлою. Красота девушки и её явно не рабское происхождение приводят к тому, что Дионисофан даёт согласие на брак Дафниса с нею. Вскоре при покровительстве нимф происходит и второе возвращение в семью. Отцом Хлои оказывается богач Мегакл. Таким образом, наступает «благополучная развязка»: Дафнис и Хлоя, дети богатых и влиятельных людей, сочетаются браком и справляют свадьбу — не в шумном городе, а в кругу семьи на лоне природы, отдавая себя покровительству сельских божеств, опекающих их с самого дня рождения.

## Особенности
«Дафнис и Хлоя» является единственным образцом древнегреческого пасторального романа: в произведениях этого жанра все события, равно как и переживания героев, развёртываются на фоне описаний природы, проникнутых искусственностью и обилием литературных реминисценций. Используя поэтический жанр идиллии с её несколько манерными описаниями природы, Лонг выводит пастухов в качестве идеализированных героев.
Повесть написана ритмической прозой с регулярными стихотворными вставками, возникающими спонтанным образом в наиболее поэтических фрагментах текста.
В «Дафнисе и Хлое», в отличие от других античных романов, авантюрный элемент не играет главной роли.
Забытый в Средние века, этот роман вновь получил известность лишь в эпоху Возрождения благодаря переводу на французский язык Жака Амио. В 1810 году французский эллинист Поль-Луи Курье нашёл во Флорентийской библиотеке полную рукопись романа с одним из центральных мест, отсутствовавшим в прежних изданиях. Однако Курье, по его собственным словам, нечаянно подпортил именно этот неизвестный ранее фрагмент в рукописи вложенной им между листами бумагой с чернильным пятном. Этот инцидент вызвал обвинения Курье в умышленном искажении рукописи и неутихающую полемику — сделал он это сознательно или нет. До сих пор перевод этих нескольких страниц известен только по работе французского эллиниста.
И. В. Гёте, называя роман в целом свидетельством «высочайшего искусства и культуры», говорил про перевод Курье:
Курье правильно поступил с уважением отнесясь к переводу Амье и в известной мере сохранив его; он его подчистил, приблизил к подлиннику и в некоторых местах исправил. Старофранцузский язык так наивен, так безусловно подходит к данному сюжету, что, думается, эта книга не может быть столь же хорошо переведена на какой-нибудь другой.— И. П. Эккерман. Разговоры с Гёте в последние годы его жизни. — М.: Художественная литература, 1986. — С. 416.
«Дафнис и Хлоя» стал родоначальником ренессансного пасторального романа (Якопо Саннадзаро, Хорхе Монтемайор, Филипп Сидни, Мигель де Сервантес, Оноре Д’Юрфе).

## Сюжет романа в позднейшее время

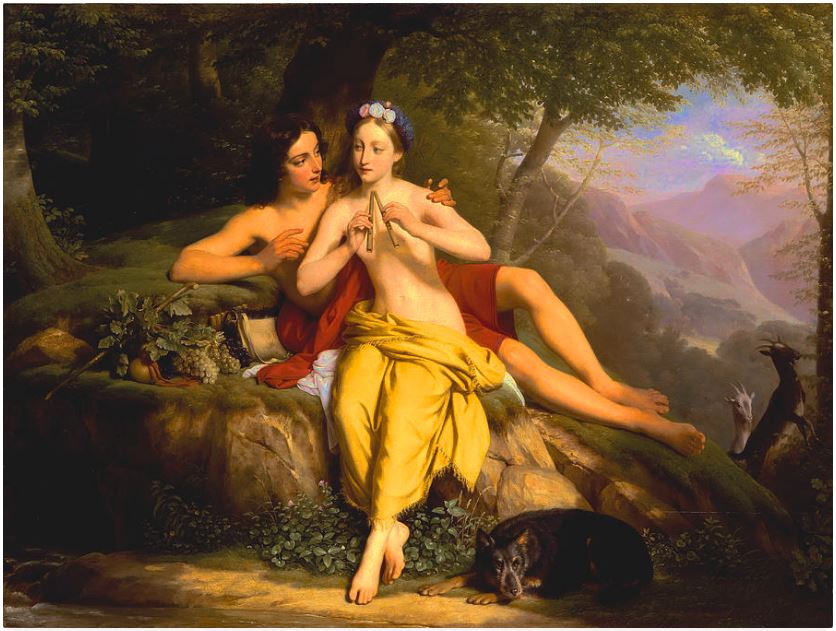
Дафнис и Хлоя — Louise Marie-Jeanne Hersent-Mauduit

Сюжет романа лёг в основу оперы Ж. Б. Буамортье «Дафнис и Хлоя», балета Мориса Равеля «Дафнис и Хлоя», новеллы для фортепиано Николая Метнера «Дафнис и Хлоя».
Роман был неоднократно экранизирован: в 1931 году вышел греческий немой фильм режиссёра Орестиса Ласкоса, а в 1993 году — российский фильм режиссёра Юрия Кузьменко.

## Тексты и переводы
- Греческий текст: Erotici Scriptores graeci. Vol. I (1858)
- В серии «Loeb classical library» издан под № 69 (вместе с «Романом о Нине», Парфением и «Александрийским фрагментом»; см. онлайн)
- В серии «Collection Budé»: Longus. Pastorales (Daphnis et Chloé). Texte établi et traduit par J.-R. Vieillefond. 2e tirage 2002. CCXXI, 275 p.

### Переводы

#### На русский язык
- Дафнис и Хлоя. Древнегреч. роман Лонгуса / Пер. и предисл. Д. С. Мережковского. — СПб., 1896. — 160 с.
- Лонг. Дафнис и Хлоя / Пер. С. П. Кондратьева. — М.-Л.: Academia, 1935. — 197 с. — (Античная литература). 
  - Ред. перевода, вступ. ст. и примеч. М. Грабарь-Пассек. — М.: Гослитиздат, 1957. — 150 с. — 15000 экз.
  - М.: Худож. лит-ра, 1964. — 179 с. — 30000 экз.
  - Античный роман. — М.: Худож. лит-ра, 1969. — (Библиотека всемирной литературы, серия I, том 7).
  - Греческий роман / Сост. М. Н. Томашевская. — М.: Правда, 1988. — С. 167—242.
  - Античный роман. — М.: Худож. лит-ра, 2001. — С. 165—234.